# Šimon Nemec
Šimon Nemec, född 15 februari 2004, är en slovakisk professionell ishockeyback som är kontrakterad till New Jersey Devils i National Hockey League (NHL) och spelar för Utica Comets i American Hockey League (AHL).
Han har tidigare spelat för HK Nitra i Extraliga.
Nemec draftades av New Jersey Devils i första rundan i 2022 års draft som andra spelare totalt.

## Statistik
| 2019–2020        | HK Nitra          | Extraliga        | 12 | 0  | 3  | 3  | 0  | —  | — | —  | —  | —  |
|                  | HK Levice         | SHL              | 20 | 2  | 6  | 8  | 18 | —  | — | —  | —  | —  |
| 2020–2021        | HK Nitra          | Extraliga        | 37 | 2  | 17 | 19 | 12 | 5  | 0 | 0  | 0  | 0  |
| 2021–2022        | HK Nitra          | Extraliga        | 39 | 1  | 25 | 26 | 20 | 19 | 5 | 12 | 17 | 14 |
| 2022–2023        | Utica Comets      | AHL              | 65 | 12 | 22 | 34 | 20 | 6  | 1 | 3  | 4  | 0  |
| 2023–2024        | New Jersey Devils | NHL              | 1  | 0  | 2  | 2  | 0  | —  | — | —  | —  | —  |
|                  | Utica Comets      | AHL              | 13 | 2  | 6  | 8  | 6  | —  | — | —  | —  | —  |
| NHL totalt       | NHL totalt        | NHL totalt       | 1  | 0  | 2  | 2  | 0  | —  | — | —  | —  | —  |
| Extraliga totalt | Extraliga totalt  | Extraliga totalt | 88 | 3  | 45 | 48 | 32 | 24 | 5 | 12 | 17 | 14 |
| AHL totalt       | AHL totalt        | AHL totalt       | 78 | 14 | 28 | 42 | 26 | 6  | 1 | 3  | 4  | 0  |

### Internationellt
| Källa: Uppdaterad: 2023-12-02 | Källa: Uppdaterad: 2023-12-02 | Källa: Uppdaterad: 2023-12-02 |         | Utv = Utvisningsminuter | Utv = Utvisningsminuter | Utv = Utvisningsminuter | Utv = Utvisningsminuter | Utv = Utvisningsminuter |
| År                            | Lag                           | Mästerskap                    | Matcher | Mål                     | Assists                 | Poäng                   | Utv                     |                         |
| ----------------------------- | ----------------------------- | ----------------------------- | ------- | ----------------------- | ----------------------- | ----------------------- | ----------------------- | ----------------------- |
| 2019                          | Slovakien                     | Hlinka Gretzky                | 4       | 0                       | 0                       | 0                       | 0                       |                         |
| 2021                          | Slovakien                     | JVM                           | 5       | 0                       | 4                       | 4                       | 2                       |                         |
| 2021                          | Slovakien                     | VM                            | 5       | 0                       | 1                       | 1                       | 0                       |                         |
| 2021                          | Slovakien                     | Hlinka Gretzky                | 5       | 1                       | 5                       | 6                       | 2                       |                         |
| 2022                          | Slovakien                     | OS                            | 7       | 0                       | 1                       | 1                       | 2                       |                         |
| 2022                          | Slovakien                     | VM                            | 8       | 1                       | 5                       | 6                       | 2                       |                         |
| 2023                          | Slovakien                     | JVM                           | 5       | 1                       | 4                       | 5                       | 10                      |                         |
| 2023                          | Slovakien                     | VM                            | 5       | 0                       | 0                       | 0                       | 4                       |                         |
| Junior totalt                 | Junior totalt                 | Junior totalt                 | 20      | 2                       | 16                      | 18                      | 14                      |                         |
| Senior totalt                 | Senior totalt                 | Senior totalt                 | 25      | 1                       | 7                       | 8                       | 8                       |                         |